# Maple Rapids
Maple Rapids es una villa ubicada en el condado de Clinton en el estado estadounidense de Míchigan. En el Censo de 2010 tenía una población de 672 habitantes y una densidad poblacional de 182,98 personas por km².

## Geografía
Maple Rapids se encuentra ubicada en las coordenadas 43°6′31″N 84°41′10″O / 43.10861, -84.68611. Según la Oficina del Censo de los Estados Unidos, Maple Rapids tiene una superficie total de 3.67 km², de la cual 3.53 km² corresponden a tierra firme y (3.95%) 0.15 km² es agua.

## Demografía
Según el censo de 2010, había 672 personas residiendo en Maple Rapids. La densidad de población era de 182,98 hab./km². De los 672 habitantes, Maple Rapids estaba compuesto por el 97.47% blancos, el 0.15% eran afroamericanos, el 0.15% eran amerindios, el 0.6% eran asiáticos, el 0% eran isleños del Pacífico, el 0% eran de otras razas y el 1.64% pertenecían a dos o más razas. Del total de la población el 1.49% eran hispanos o latinos de cualquier raza.